# André Maelbrancke
André Maelbrancke (Torhout, 23 aprile 1918 – Torhout, 26 settembre 1976) è stato un ciclista su strada belga.
Professionista dal 1939 al 1954 fu campione nazionale nel 1942 nella prova in linea.
Ciclista adatto alle corse del pavè vinse due prove minori aventi queste caratteristiche: la Dwars door België e la Kuurne-Brussel-Kuurne, entrambe nel 1952.
Nel 1940 fu secondo dietro a Odiel Van Den Meersschaut ai campionati nazionali, terzo alla Freccia Vallone nel 1945 e quarto alla Omloop Het Volk nel 1951.
Numerosi i suoi successi nelle kermesse e nei criterium tipici del Belgio.

## Palmarès
- 1942

Campionati belgi, Prova in linea
- 1945

Omloop van het Houtland
Circuit de Flandre centrale
Circuit des 11 Viles
- 1948

Grand Prix Desselgem
Tielt-Anversa-Tielt
Circuit du Houtland
- 1949

Tielt-Anversa-Tielt
Grand Prix Desselgem
- 1950

Omloop van het Houtland
- 1951

Omloop van het Houtland
2ª tappa Dwars door België (Eisden > Waregem)
- 1952

Kuurne-Bruxelles-Kuurne
2ª tappa Dwars door België (Eisden > Waregem)
Classifica generale Dwars door België
- 1953

Circuit du Houtland

### Altri successi
- 1939

Criterium di Lovendegem
Kermesse di Mere
- 1942

Kermesse di Mere
- 1943

Criterium di Egem
Kermesse di Torhout
- 1944

Kermesse di Waregem
- 1946

Kermesse di Gistel
- 1947

Criterium di Gits
Kermesse di Melle
- 1948

Grand Prix Norbert Callens - Criterium di Wakken
Criterium di Oostkamp
Criterium di Eernegem
Criterium di Overpelt
- 1949

Kermesse di Houthulst
Kermesse di Bredene
Kermesse di Izenberge
- 1950

Grand Prix Norbert Callens - Criterium di Wakken
Criterium di Moorsele
Omloop Wase Scheldekant - Kermesse di Temse
Kermesse di Waarschoot
Kermesse di Oostende
Kermesse di Nederbrakel
Kermesse di Borgerhout
- 1951

Clubkampioenschap - Torhout
Kermesse di Waregem
Kermesse di Kortemark
- 1953

Kermesse di Westerloo
Kermesse di Kachtem
Kermesse di Beernem
- 1954

Kermesse di Deinze

## Piazzamenti

### Classiche monumento
- Giro delle Fiandre

1942: 8º
1944: 34º
1950: 5º
- Parigi-Roubaix

1944: 34º
- Liegi-Bastogne-Liegi

1943: 11º